# Mdadm
 (août 2025).
Si vous disposez d'ouvrages ou d'articles de référence ou si vous connaissez des sites web de qualité traitant du thème abordé ici, merci de compléter l'article en donnant les références utiles à sa vérifiabilité et en les liant à la section « Notes et références ».
mdadm est l'utilitaire standard sous Linux utilisé pour gérer les périphériques RAID logiciel. Il permet de plus de monitorer les volumes RAID grâce à un système d'avertissements par mail.
C'est un logiciel libre écrit en C sous licence version 2 ou ultérieure de la Licence Publique Générale GNU .